# Lauxania cylindricornis
Lauxania cylindricornis är en tvåvingeart som först beskrevs av Fabricius 1794.  Lauxania cylindricornis ingår i släktet Lauxania och familjen lövflugor. Arten är reproducerande i Sverige. Inga underarter finns listade i Catalogue of Life.